# Prix Yakir Yeroushalayim
Le prix Yakir Yeroushalayim (hébreu : יַקִּיר יְרוּשָׁלַיִם, français : Citoyen d'honneur de Jérusalem) est un prix annuel de citoyenneté de la ville de Jérusalem (Israël) créé en 1967.
Le prix est décerné annuellement par la Municipalité de Jérusalem à un ou plusieurs des résidents de la ville ayant contribué à la vie culturelle et éducative de la ville de manière notable. Les lauréats doivent être âgés d'au moins soixante-dix ans. Ils sont sélectionnés par un comité de cinq jurés désignés par le maire, qui liste les candidats et sélectionne un résident ancien de Jérusalem dont le travail en l'honneur de la ville constitue un exemple pour les autres. La remise du prix a lieu sur le Yom Yeroushalayim.

## Lauréats du prix
| Année | Lauréat                          | Qualité |
| ----- | -------------------------------- | --- |
| 1967  | Ben-Zion Dinur                   | éducateur, historien, ministre du gouvernement israélien.                                                   |
| 1967  | Samuel Hugo Bergmann             | Philosophe juif.                                                                                            |
| 1967  | Naftali Herz Tur-Sinai           | Bibliste scientifique, auteur, linguiste.                                                                   |
| 1967  | Shlomo Yosef Zevin               | Rabbin orthodoxe.                                                                                           |
| 1968  | Yitzhak Baer                     | Historien, expert en histoire juive médiévale espagnole.                                                    |
| 1968  | Ludwig Blum                      | Peintre hiérosolymitain.                                                                                    |
| 1968  | Berl Locker                      | Activiste sioniste et politicien israélien.                                                                 |
| 1968  | Benjamin Mazar                   | Historien, archéologue.                                                                                     |
| 1968  | Rachel Shazar (née Katznelson)   | Figure politique, femme de Zalman Shazar, 3e président d'Israël.                                            |
| 1968  | Miriam Yalan-Shteklis            | Auteur pour enfants.                                                                                        |
| 1969  | David Benvenisti                 | Historien et géographe.                                                                                     |
| 1969  | Gershom Scholem                  | Philosophe juif et historien.                                                                               |
| 1970  | Simon Halkin                     | Poète et romancier.                                                                                         |
| 1970  | Pinchas Litvinovsky              | Artiste. |
| 1970  | Anna Ticho                       | Artiste. |
| 1974  | Mordecai Ardon                   | Artiste. |
| 1974  | Zev Vilnay                       | Géographe                                                                                                   |
| 1977  | Marc Chagall                     | Artiste. |
| 1980  | Louis Isaac Rabinowitz           | Maire-adjoint de Jérusalem, rabbin et philologue.                                                           |
| 1981  | Leo Picard                       | géologue et expert en hydrologie.                                                                           |
| 1982  | Walter Frankl                    | Botaniste.                                                                                                  |
| 1984  | Nahman Avigad                    | Archéologue.                                                                                                |
| 1984  | Nathan J. Saltz                  | Professeur d'université, chirurgien.                                                                        |
| 1984  | Reuven Sheri                     | Politicien israélien.                                                                                       |
| 1988  | Elisheva Cohen                   | Curateur du Musée d'Israël.                                                                                 |
| 1988  | Jules Braunschvig                | Président de l'Alliance israélite universelle (1976-1985).                                                  |
| 1989  | Marcel-Jacques Dubois            | Théologien catholique romain et professeur de religion à l'Université hébraïque de Jérusalem.               |
| 1989  | Joshua Prawer                    | Historien.                                                                                                  |
| 1989  | Zerach Warhaftig                 | Juriste et politicien israélien.                                                                            |
| 1990  | Israël Eldad (Scheib)            | Ancien activiste sioniste et philosophe sioniste révisionniste.                                             |
| 1991  | Yaakov Arnon                     | Politicien israélien                                                                                        |
| 1991  | Reuven Feuerstein                | Psychologue.                                                                                                |
| 1992  | Yemima Avidar-Tchernovitz        | Auteur pour enfants.                                                                                        |
| 1995  | Colette Béatrice Aboulker-Muscat | Pharmacien naturaliste.                                                                                     |
| 1995  | Zehava Malkiel                   | Activiste du Conseil international des Femmes juives.                                                       |
| 1995  | Josef Tal                        | Compositeur.                                                                                                |
| 1996  | Avraham Biran                    | Archéologue et découvreur du Tel Dan.                                                                       |
| 1997  | Martin Kieselstein               | Médecin, aide aux personnes âgées.                                                                          |
| 1997  | Jacob Sheskin                    | Professeur au Centre médical Hadassah, directeur de l'hôpital Hansen de Jérusalem.                          |
| 2002  | Yechiel Grebelsky                | Pionnier de l'industrie de la pierre de Jérusalem.                                                          |
| 2002  | Meier Schwarz                    | Professeur émérite de physiologie des plantes et directeur du Synagogue Memorial.                           |
| 2004  | Miriam Ben-Porat                 | Ancien juge à la Cour suprême et ancien Contrôleur d'état.                                                  |
| 2004  | Netiva Ben Yehuda                | Auteur, rédacteur et ancien soldat du Palmach.                                                              |
| 2006  | Robert (Israel) Aumann           | Mathématicien, lauréat du prix Nobel d'économie.                                                            |
| 2006  | Emanuel Zisman                   | Politicien israélien, ancien ambassadeur.                                                                   |
| 2007  | Geulah Cohen                     | Politicien israélien, journaliste.                                                                          |
| 2008  | Yehuda Bauer                     | Historien, professeur d'études sur l'Holocauste à l'Université hébraïque de Jérusalem.                      |
| 2010  | Nahum Rakover                    | Professeur émérite à l'Université Bar-Ilan et ancien Vice-Avocat général.                                   |
| 2012  | Shlomo Aronson                   | Paysagiste et urbaniste                                                                                     |
| 2013  | Ruth Kark                        | Géographe historique, Université hébraïque de Jérusalem                                                     |
| 2014  | Chaim Yeshayahu Hadari           | Rabbin, fondeteur de Rosh Yeshiva et actuel Rosh Yeshiva emeritus de Yeshivat Hakotel dans la Vieille Ville |
| 2014  | Rachel Bamberger Chalkowski      | Sage-femme en chef à Shaare Zedek et fondatrice de l'association Matan B'Seter Bambi                        |
| 2016  | Reb Menashe                      | Militaire volontaire.                                                                                       |
| 2017  | Adin Steinsaltz                  | Rabbin Habad, enseignant, philosophe, critique social, écrivain, traducteur et éditeur                      |
| 2020  | Tamar Peretz                     | Docteur et chercheur israélien, professeur à l'Université hébrue de médecien à Jérusalem.                   |